# Dompierre-sur-Yon
Dompierre-sur-Yon és un municipi francès situat al departament de Vendée i a la regió de País del Loira. L'any 2007 tenia 3.886 habitants.

## Demografia

### Població
El 2007 la població de fet de Dompierre-sur-Yon era de 3.886 persones. Hi havia 1.432 famílies de les quals 238 eren unipersonals (114 homes vivint sols i 124 dones vivint soles), 451 parelles sense fills, 664 parelles amb fills i 79 famílies monoparentals amb fills.
La població ha evolucionat segons el següent gràfic:
Habitants censats

### Habitatges
El 2007 hi havia 1.483 habitatges, 1.446 eren l'habitatge principal de la família, 9 eren segones residències i 28 estaven desocupats. 1.461 eren cases i 20 eren apartaments. Dels 1.446 habitatges principals, 1.180 estaven ocupats pels seus propietaris, 258 estaven llogats i ocupats pels llogaters i 8 estaven cedits a títol gratuït; 6 tenien una cambra, 34 en tenien dues, 124 en tenien tres, 403 en tenien quatre i 878 en tenien cinc o més. 1.197 habitatges disposaven pel capbaix d'una plaça de pàrquing. A 435 habitatges hi havia un automòbil i a 951 n'hi havia dos o més.

### Piràmide de població
La piràmide de població per edats i sexe el 2009 era:
| Homes | Edats   | Dones |
| ----- | ------- | ----- |
| 0     | 95 o +  | 0     |
| 4     | 90 a 94 | 5     |
| 4     | 85 a 89 | 11    |
| 6     | 80 a 84 | 13    |
| 37    | 75 a 79 | 43    |
| 22    | 70 a 74 | 42    |
| 51    | 65 a 69 | 40    |
| 28    | 60 a 64 | 38    |
| 60    | 55 a 59 | 41    |
| 122   | 50 a 54 | 96    |
| 114   | 45 a 49 | 125   |
| 155   | 40 a 44 | 179   |
| 140   | 35 a 39 | 111   |
| 157   | 30 a 34 | 116   |
| 77    | 25 a 29 | 110   |
| 78    | 20 a 24 | 58    |
| 167   | 15 a 19 | 135   |
| 147   | 10 a 14 | 118   |
| 120   | 5 a 9   | 136   |
| 110   | 0 a 4   | 99    |

## Economia
El 2007 la població en edat de treballar era de 2.705 persones, 2.157 eren actives i 548 eren inactives. De les 2.157 persones actives 2.041 estaven ocupades (1.104 homes i 937 dones) i 116 estaven aturades (46 homes i 70 dones). De les 548 persones inactives 168 estaven jubilades, 252 estaven estudiant i 128 estaven classificades com a «altres inactius».

### Ingressos
El 2009 a Dompierre-sur-Yon hi havia 1.492 unitats fiscals que integraven 4.125,5 persones, la mediana anual d'ingressos fiscals per persona era de 19.335 €.

### Activitats econòmiques
Dels 139 establiments que hi havia el 2007, 1 era d'una empresa extractiva, 2 d'empreses alimentàries, 2 d'empreses de fabricació d'elements pel transport, 10 d'empreses de fabricació d'altres productes industrials, 24 d'empreses de construcció, 27 d'empreses de comerç i reparació d'automòbils, 4 d'empreses de transport, 2 d'empreses d'hostatgeria i restauració, 4 d'empreses d'informació i comunicació, 9 d'empreses financeres, 5 d'empreses immobiliàries, 27 d'empreses de serveis, 14 d'entitats de l'administració pública i 8 d'empreses classificades com a «altres activitats de serveis».
Dels 35 establiments de servei als particulars que hi havia el 2009, 1 era una oficina de correu, 4 oficines bancàries, 3 tallers de reparació d'automòbils i de material agrícola, 1 autoescola, 4 paletes, 4 guixaires pintors, 4 fusteries, 1 lampisteria, 4 electricistes, 4 perruqueries, 1 restaurant, 1 agència immobiliària i 3 salons de bellesa.
Dels 5 establiments comercials que hi havia el 2009, 2 eren botigues de més de 120 m², 2 fleques i 1 una floristeria.
L'any 2000 a Dompierre-sur-Yon hi havia 47 explotacions agrícoles que ocupaven un total de 2.190 hectàrees.

## Equipaments sanitaris i escolars
L'únic equipament sanitari que hi havia el 2009 era una farmàcia.
El 2009 hi havia 1 escola maternal i 2 escoles elementals.

## Poblacions més properes
El següent diagrama mostra les poblacions més properes.